# Bambi-Verleihung 1990
Die 42. Bambi-Verleihung fand am 27. November 1990 im Opernhaus in Leipzig statt.

## Die Verleihung
Im Jahr der Wiedervereinigung musste die Bambi-Verleihung natürlich im Osten stattfinden – Burda wählte Leipzig aus. Es wurde aber auch gefragt, ob die Bambi-Verleihung nicht zu früh für Leipzig kam. München blieb auch 1990 Treffpunkt: Burda hatte für die Preisträger und die Gäste einen Flug nach Leipzig gebucht.
Bambis gingen an den damaligen Gewandhauskapellmeister Kurt Masur (Ehrenbambi) und den damaligen Kanzleramtsminister Rudolf Seiters als „Makler der Wiedervereinigung“. Franz Beckenbauer und die damals sehr erfolgreiche Sprinterin Katrin Krabbe gewannen die Sportbambis. Außerdem wurden Minibambis an 56 oder 60 Persönlichkeiten vergeben. Die Minibambis waren etwa halb so groß wie „normale“ Bambis. Diese damals in der Geschichte des Bambi beispiellose „Massenverleihung“ wurde als „Anwesenheitsprämie“ kritisiert.

## Preisträger
Aufbauend auf der Bambidatenbank.

### Ehren-BAMBI
Kurt Masur

 Laudatio: Hans-Dietrich Genscher

### Film international
Roger Moore

### Jury Fernsehmoderation Ost
Gunther Emmerlich

### Medien
Helmut Thoma

### Mini-BAMBI
Peter Alexander, Gustl Bayrhammer, Iris Berben, Senta Berger, Dagmar Berghoff, Karlheinz Böhm, Pierre Brice, Ilona Christen, Sabine Christiansen, Gaby Dohm, Fritz Eckhardt, Kurt Felix, Paola Felix, Helmut Fischer, O. W. Fischer, Reinhard Glemnitz, Johannes Heesters, Heino, Margot Hellwig, Maria Hellwig, Peter Hofmann, Günther Jauch, Harald Juhnke, Heidi Kabel, Marika Kilius, Peter Kraus, Dieter Kronzucker, Mike Krüger, Anita Kupsch, Gina Lollobrigida, Marianne und Michael, Inge Meysel, Willy Millowitsch, Rosi Mittermaier, Karl Moik, Doris Papperitz, Liselotte Pulver, Wolfgang Rademann, Carolin Reiber, Marika Rökk, Michael Schanze, Max Schautzer, Heinz Schenk, Max Schmeling, Peter Scholl-Latour, Heinz Sielmann, Ingrid Steeger, Günter Strack, Horst Tappert, Vico Torriani, Georg Stefan Troller, Caterina Valente, Harry Valérien, Otto Waalkes, Fritz Walter, Peter Weck, Fritz Wepper, Thekla Carola Wied, Hans Günter Winkler, Peter von Zahn, Sonja Ziemann und Eduard Zimmermann

### Politik
Rudolf Seiters

### Pop
David Hasselhoff für Looking for Freedom

### Sport

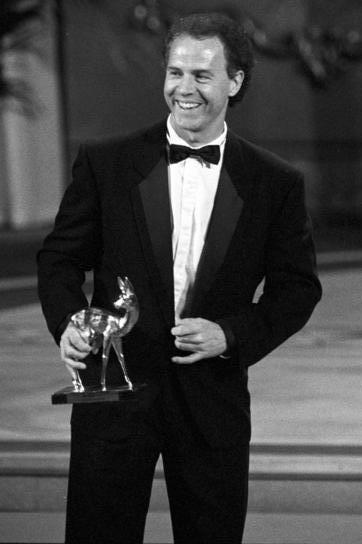
Franz Beckenbauer mit seinem Bambi

Franz Beckenbauer

### Sport (Ost)
Katrin Krabbe

 Laudatio: Ulli Potofski

### Fernsehmoderation
Hella von Sinnen für Alles Nichts Oder?!

### Fernsehschauspieler
Manfred Krug für Liebling Kreuzberg

### Fernsehserie
Uschi Glas und Elmar Wepper für Zwei Münchner in Hamburg